# غلامحسن آقایی
غلامحسن آقایی (زادهٔ ۱۳۲۹ در مشهد) نمایندهٔ حوزهٔ انتخابیهٔ زابل در دورهٔ ششم مجلس شورای اسلامی بوده‌است. وی پیش‌تر در دورهٔ سوم نیز عضو این مجلس بود.